# Lagoa e Carvoeiro
Lagoa e Carvoeiro (llamada oficialmente União das Freguesias de Lagoa e Carvoeiro) es una freguesia portuguesa del municipio de Lagoa, distrito de Faro, en la región del Algarve.

## Historia
Fue creada el 28 de enero de 2013 en aplicación de una resolución de la Asamblea de la República de Portugal promulgada el 16 de enero de 2013 con la unión de las freguesias de Carvoeiro y Lagoa, pasando su sede a estar situada en la antigua freguesia de Lagoa.

## Demografía
| Gráfica de evolución demográfica de Lagoa e Carvoeiro entre 2011 y 2021 |
|                                                                         |
| Datos según el nomenclátor publicado por el INE portugués.              |

## Lugares
- Alfanzina
- Algar Seco
- Areias dos Moinhos
- Benagil
- Caramujeira
- Carmo
- Carvoeiro
- Lagoa
- Lombos
- Mato Serrão
- Poço Partido
- Salicos
- Sesmarias
- Torrinha
- Vale Covo
- Vale da Lapa
- Vale de Centeanes
- Vale de Currais
- Vale de El-Rei
- Vale de Milho

## Playas

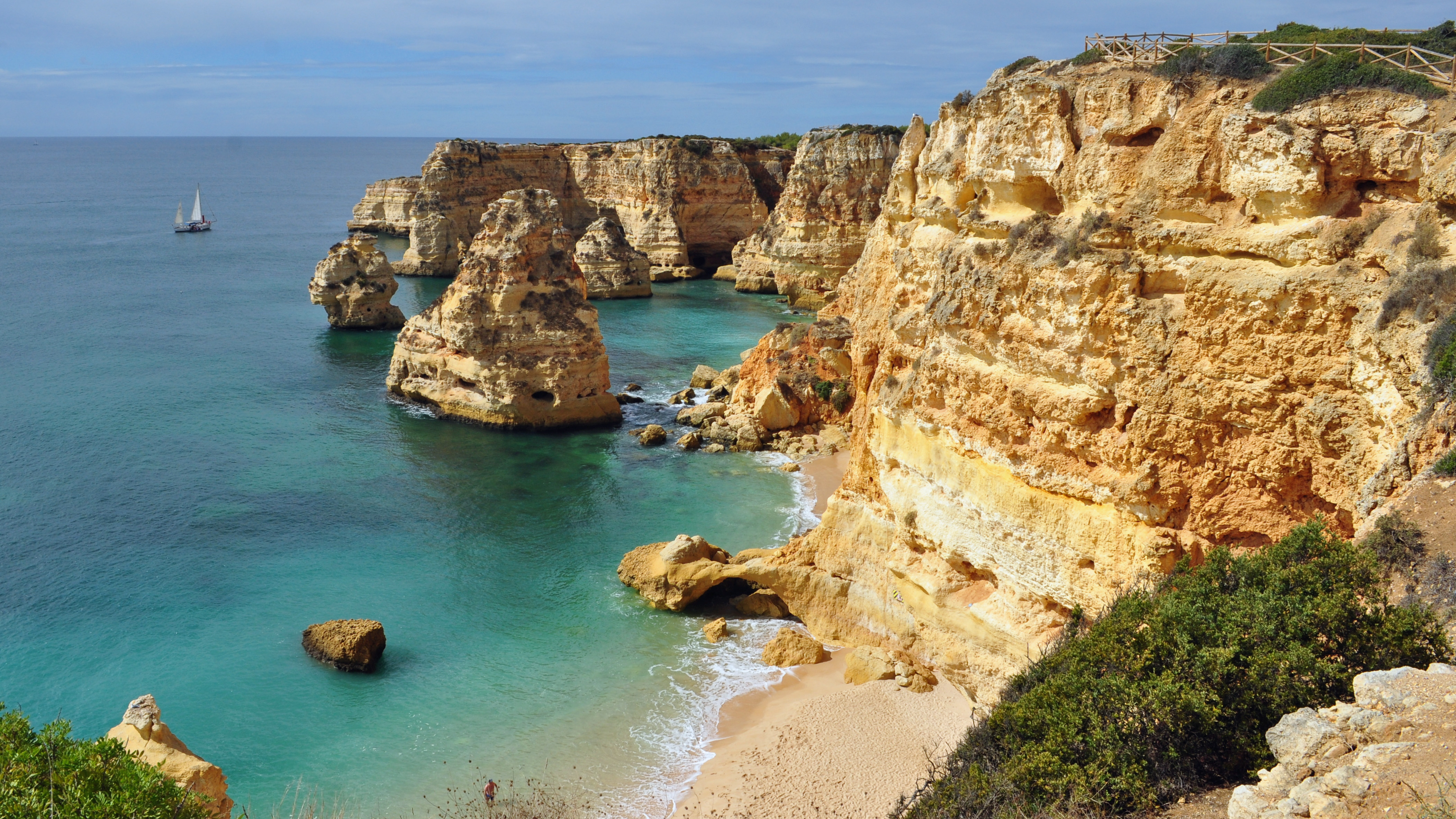
Playa de la Marina, en Caramujeira, es la principal atracción turística de la parroquia civil de Lagoa y Carvoeiro

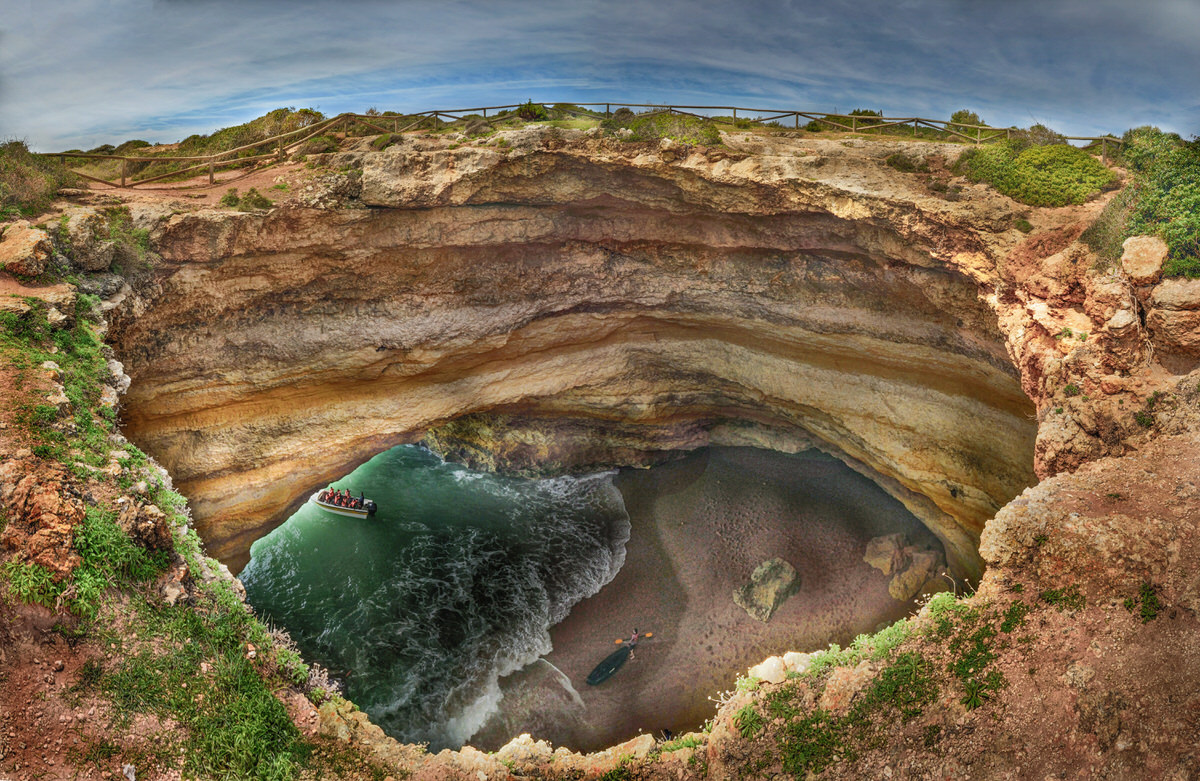
El Algar (o Cueva) de Benagil

Listado de playas de la freguesia de Lagoa y Carvoeiro (de Oeste a Este):
- Playa del Vale da Lapa
- Playa de la Cama da Vaca
- Playa del Padre Vicente
- Playa de los Três Castelos
- Playa de la Salgadeira
- Playa del Vale dos Currais
- Playa del Paraíso
- Playa de Carvoeiro
- Playa del Vale Covo
- Playa del Vale de Centeanes
- Playa del Vale de Espinhaço
- Playa del Carvalho
- Playa de Benagil
- Playa de la Corredoura
- Playa del Cão Raivoso
- Playa de la Mesquita
- Playa de la Marina
- Playa del Pau (pequeña)
- Playa del Pau (grande)
- Playa de la Malhada do Baraço
- Playa del Barranquinho
- Playa del Salgueiro
- Playa de la Estaquinha
- Playa de Albandeira

## Monumentos y lugares de interés
- Iglesia de Nuestra Señora de la Luz (Lagoa)
- Convento de San José (Lagoa)
- Convento de Nuestra Señora del Carmen (Lagoa)
- Faro de Alfanzina (Carvoeiro)
- Menhir de Caramujeira